# Werner Gruner
Werner Gruner (* 7. Juni 1904 in Terpitzsch bei Colditz; † 29. Juni 1995 in Dresden) war ein deutscher Maschinenbauingenieur, Blechbearbeitungsspezialist, Landmaschinentechniker und Hochschullehrer.

## Leben und Wirken
Werner Gruner war nach dem Abitur 1923 bis 1928 in Leipzig an der Technischen Hochschule Dresden immatrikuliert. Während seines Studiums wurde er 1923 Mitglied der Burschenschaft Cheruscia Dresden. Bis zur Erlangung des Examens (Dr.-Ing.) arbeitete er als wissenschaftlicher Assistent an der Hochschule; Gruner gilt als Schüler von Ewald Sachsenberg. 1932 wechselte er zum Blechwarenhersteller Metall- und Lackwarenfabrik Johannes Großfuß nach Döbeln. Zum 1. Mai 1933 trat er der NSDAP bei (Mitgliedsnummer 2.962.276). In Döbeln war er als Serienfertigungsspezialist maßgeblich an der Entwicklung des Maschinengewehrs 42 beteiligt, welches ab 1942 das Vorgängermodell MG 34 ersetzte. 1943 wurde Gruner Lehrbeauftragter für die spanlose Formung von Blech an der Technischen Hochschule Braunschweig, wo er bis 1944 tätig war. Der Berufung an die Technische Hochschule Aachen konnte er wegen der Kriegswirren am Ende des Jahres 1944 nicht mehr nachkommen. Somit kehrte er nach Döbeln zurück, wo er im Mai 1945 den Einmarsch der Roten Armee erlebte.

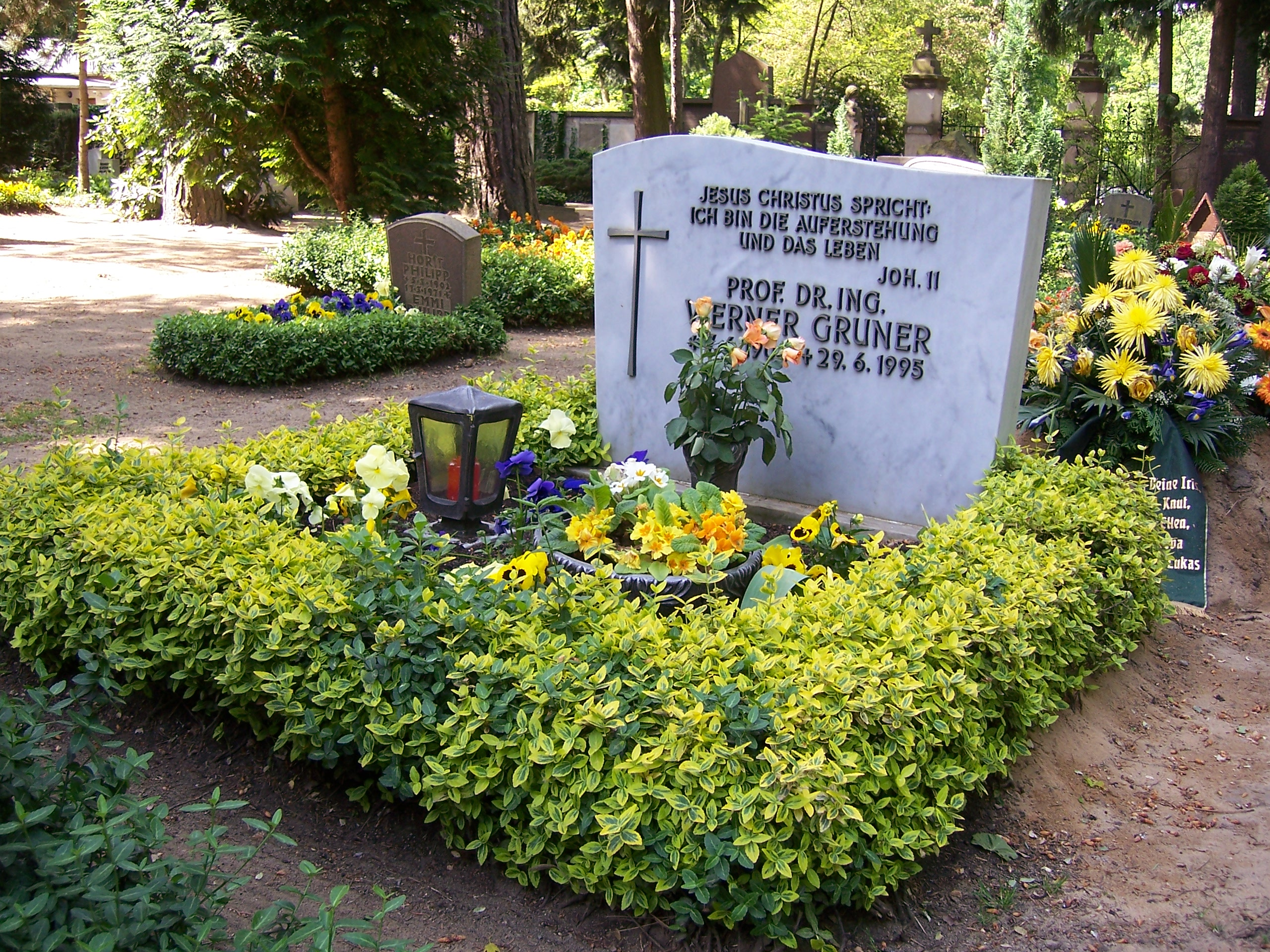
Gruners Grab auf dem Waldfriedhof Weißer Hirsch

Als technisch-wissenschaftlicher Spezialist wurde Gruner 1945 oder 1946 in die Sowjetunion verbracht, aus der er 1950 oder 1952 nach Dresden zurückkehren konnte. Ab 1952 las er als Professor mit Lehrauftrag an der dortigen Fakultät für Maschinenwesen Fertigungstechnik der spanlosen Formung. Ab 1953 war er ordentlicher Professor für Maschinenbau, 1969 übernahm er ebenfalls als ordentlicher Professor das Institut für Landmaschinentechnik sowie die Direktion der Sektion für Kraftfahrzeug-, Land- u. Fördertechnik der Technischen Hochschule Dresden. Zwischenzeitlich war Gruner von 1958 bis 1961 als Nachfolger von Kurt Pommer Rektor der TH Dresden. Als solcher lud er 1959 Studentenvertreter der Freien Universität Berlin und der TU Berlin-Charlottenburg ein, den ersten Dresdner Studentenprozess vor dem Bezirksgericht Dresden wegen des studentischen 16-Punkte-Programms mitzuerleben. Nachdem daraufhin in West-Berlin auf einer Pressekonferenz nationale und internationale Medien über den Prozess informiert wurden, fand der zweite Studentenprozess in Dresden dann hinter verschlossenen Türen statt.
Im Jahr 1969 wurde Gruner emeritiert, hielt aber bis 1978 weiterhin Lehrveranstaltungen an der TU Dresden ab.
Laut Universitätsakte blieb Gruner in der DDR parteilos, auch das Handbuch Wer war wer in der DDR? bestätigt seine Parteilosigkeit nach 1945. Er engagierte sich in der Gesellschaft für Deutsch-Sowjetische Freundschaft, im Kulturbund, als Mitglied der Kammer der Technik sowie als Vorsitzender der Urania – Gesellschaft zur Verbreitung wissenschaftlicher Kenntnisse im Bezirk Dresden.
Werner Gruner starb in Dresden und wurde auf dem Waldfriedhof Weißer Hirsch beerdigt.

## Ehrungen
Gruner erhielt 1940 und 1944 das Kriegsverdienstkreuz zweiter bzw. erster Klasse sowie 1944 den Dr.-Fritz-Todt-Preis in Silber.
Im Jahr 1959 erhielt Gruner den Vaterländischen Verdienstorden, 1961 den Nationalpreis der DDR zweiter Klasse und 1969 den Orden Banner der Arbeit. 1972 erhielt er den Dr. Ing. h. c. der Hochschule für Landmaschinenbau in Rostow am Don. 1979 wurde er zum Ehrensenator der TU Dresden ernannt. Im gleichen Jahr erhielt er den Dr. h. c. der Wilhelm-Pieck-Universität in Rostock.

## Schriften
- Versuche über das maschinelle Sägen von Stein mit glattrandigen Stahlbändern und Quarzsand. Berlin 1933.
- Meßtechnik und Meßmethoden für Forschungsarbeiten im Rahmen der Landtechnik. Prag 1958.
- Zehn Jahre DDR, zehn Jahre TH Dresden: Festansprache. Dresden 1959.
- Hochschule und Praxis. Dresden 1960.
- Probleme der Meß-, Steuerungs- und Regelungstechnik in der Landwirtschaft. Berlin 1966.